# Taksera
Taksera (en népalais : तकसेरा) est un comité de développement villageois du Népal situé dans le district de Rukum. Au recensement de 2011, il comptait 3 698 habitants.